# باسكو كوياتي
باسكو كوياتي (بالفرنسية: Bassekou Kouyaté)‏ (مواليد سنة 1966 بقرية ڭارانا في مالي) فنان موسيقي و حكواتي. يقود فرقة نڭوني با و يعزف آلة النڭوني التقليدية بمالي.

## روابط خارجية
- باسكو كوياتي على موقع IMDb (الإنجليزية)
- باسكو كوياتي على موقع ميوزك برينز (الإنجليزية)
- باسكو كوياتي على موقع أول ميوزيك (الإنجليزية)
- باسكو كوياتي على موقع أول ميوزيك (الإنجليزية)
- باسكو كوياتي على موقع أول ميوزيك (الإنجليزية)
- باسكو كوياتي على موقع ديسكوغز (الإنجليزية)
- باسكو كوياتي على موقع ديسكوغز (الإنجليزية)